# 1960
Évszázadok: 19. század – 20. század – 21. század
Évtizedek: 1910-es évek – 1920-as évek – 1930-as évek – 1940-es évek – 1950-es évek – 1960-as évek – 1970-es évek – 1980-as évek – 1990-es évek – 2000-es évek – 2010-es évek
Évek: 1955 – 1956 – 1957 – 1958 –  1959 – 1960 – 1961 – 1962 – 1963 – 1964 – 1965

## Események

### Határozott dátumú események
- január 13–14. – A Csehszlovákia Kommunista Pártja (CSKP) Központi Bizottságának ülésén elfogadják az ország új területi felosztásának tervezetét. (A nemzetgyűlés április 9-én hagyja jóvá a tervezetet, melynek értelmében az ország 10 kerületre és 108 járásra oszlik.)[1]
- február 13. – Franciaország végrehajtja első kísérleti nukleáris robbantását a Szaharában. (Ezzel belépett az atomhatalmak sorába, s 1964-re eljutott odáig, hogy a Mirage IV bombázókról bevethető atomfegyvere legyen.)[2]
- március 15.
  - Genfben kezdetét veszi az ENSZ Tízhatalmi Leszerelési Bizottság tárgyalása.[3]
  - A lengyel minisztertanács létrehozza a külfölddel való gazdasági, tudományos és műszaki együttműködési bizottságot.[4]
- április 7–8. – A CSKP KB elfogadja az új, szocialista alkotmány tervezetét.[1]
- április 21. – Brazília új fővárosa Brazíliaváros lesz.
- április 23. – Tenger alatti telefonkábelt építenek ki Lengyelország és Dánia között.[4]
- április 27. – Togo független köztársaság lesz. (Első vezetője Sylvanus Olympio.)[5]
- május 1. – A szovjetek lelőnek egy U–2-es típusú amerikai felderítő repülőgépet a Szovjetunió fölött,[3] a hidegháború részeként nemzetközi politikai- és médiabotrány kerekedik az esetből.
- május 6. – Margit brit királyi hercegnő II. Erzsébet brit királynő húga hozzáment Antony Armstrong-Jones-hoz egy királyi esküvőn a Westminsteri apátságban.
- május 19. – A francia, brit és amerikai külügyminiszter jelentést tesz az Észak-atlanti Tanácsnak arról, hogy a párizsi csúcsértekezletet – amelyen a Szovjetunió is részt vett – 16-án feloszlatták.[3]
- május 22. – A Richter-skála szerinti 9,5-ös földrengés rázza meg Chilét.
- május 25. – A csehszlovák nemzetgyűlés törvényt fogad el a nemzeti bizottságokról és jogkörük kiszélesítéséről.[1]
- június 12. – Csehszlovákiában a nemzetgyűlési választásokon a Nemzeti Front jelöltjei a szavazatok 99,86%-át kapják.[1]
- június 15. – Bodom-tavi gyilkosságok.
- június 24. – A részt vevő államok felbontják a formálissá vált Balkán-paktumot.[6]
- június 27. – A szocialista államok kivonulnak az ENSZ Tízhatalmi Leszerelési Bizottság üléséről.[3]
- június 30. – Belga Kongó elnyeri függetlenségét Belgiumtól és Kongó-Kinshasa néven önálló állammá válik.[7]
- július 5–7. – A CSKP országos konferenciáján kinyilvánítják a szocializmus győzelmét Csehszlovákiában.[1]
- július 11.
  - A csehszlovák nemzetgyűlés elfogadja a „szocialista” alkotmányt, s az ország hivatalos elnevezése Csehszlovák Szocialista Köztársaságra változik.[1]
  - Viliam Široký vezetésével megkezdi működését az új csehszlovák kormány.[1]
- július 17. – A grünwaldi csata 550 éves évfordulója alkalmából felavatják a Grünwald-emlékművet, Jerzy Bandura alkotását.[4]
- július 19–25. – A lengyel kormány tiltakozó jegyzéket nyújt át a NATO-országok kormányainak Nyugat-Németország revansista politikájáról.[4]
- augusztus 1. – A Dahomey Köztársaság (a mai Benin) kikiáltása.
- augusztus 16. – Ciprus függetlenné válik Nagy-Britanniától.
- szeptember 21. – Kuba nemzetgyűlése – a San José-i értekezleten elhangzottakra, vagyis az orosz befolyás elősegítésének vádjára válaszul – kiadja az „első havannai nyilatkozatát”.[8]
- szeptember 23. – Nyikita Hruscsov vezetésével szovjet küldöttség érkezik New Yorkba az ENSZ 15. közgyűlésére.[3]
- szeptember 24. – Csehszlovákia, Ausztria és a két német állam, az NSZK és az NDK képviselői béketalálkozót rendeznek a németek által 1942-ben elpusztított Lidicében.[1]
- október 1. – Nigéria függetlenné válása.[9]
- október 10. – Lengyelország, Csehszlovákia, az NDK és a Szovjetunió közös jegyzékben tiltakozik a nyugatnémet militarizmus ellen, felszólítva minden nemzetet és államot arra, hogy ne engedélyezzék, hogy a Bundeswehrt nukleáris fegyverekkel lássák el.[4]
- október 12–13. – A Nyikita Hruscsov-féle „cipőfilippika” az ENSZ New Yorkban tartott, 15. közgyűlésén. (Számos korabeli forrás szerint, miután a Fülöp-szigetek küldötte bírálta a Szovjetuniót, Hruscsov sértetten lerángatta az emelvényről, dühös szónoklatot tartott, miközben nyomatékul cipőjével verte az asztalt. A botrányos szónoklat miatt a szovjet küldöttséget több ezer dolláros büntetés megfizetésére kötelezték. Állítólag a világ minden tévécsatornája élőben közvetítette az eseményt, azonban a cipős jelenetről semmiféle fénykép vagy felvétel nem maradt – bár maga Hruscsov is szerepeltette emlékirataiban, a cipőlevétel esetlegesen legenda vagy szándékosan keltett politikai PR-esemény.)[10]
- október 19. – Az amerikai kormány rendeletileg betiltja a kőolaj exportját Kubába, s egyidejűleg a Kubából érkező importot.[11]
- október 26–27. – Egy texasi légi bázisról először indulnak U–2-es felderítő repülőgépek Kuba fölé.[11]
- november 1. – A Magyar Szocialista Munkáspárt Politikai Bizottsága (MSZMP PB) úgy dönt, hogy ha – a krasznodari száműzetésben lévő – Rákosi Mátyás engedély nélkül elhagyja a számára kijelölt lakóhelyet, önálló levelezést folytat, engedély nélkül kapcsolatokat tart fenn, akkor fegyelmi eljárást kell indítani ellene. Egyben a testület felfüggeszti párttagsága gyakorlásának jogait.[12]
- november 10. – Moszkvában csúcsértekezletet tart 81 szocialista ország vezetője, amin jóváhagyják a békés egymás mellett élés hruscsovi koncepcióját, valamint elítélik a jugoszláv modellt, mint „a modern revizionizmus koncentrált kifejezőjét”. (A konferencia december 1-jével zárult.)[6]
- november 17. – Eisenhower amerikai elnök megadja az Egyesült Államokba exportált lengyel áruk számára a legnagyobb kereskedelmi kedvezményt.[13]
- november 28. – Mauritánia deklarálja függetlenségét Franciaországtól.
- november 29–december 8. – Magyar katonai küldöttség – Tóth Lajos vezérőrnagy, megbízott vezérkari főnök vezetésével – tárgyal Moszkvában.
- december 14. – A 18 európai ország, valamint az Egyesült Államok és Kanada által aláírt OEEC–egyezményt felváltja az Gazdasági Együttműködési és Fejlesztési Szervezetet (OECD) létrehozó egyezmény.[3]
- december 16. – A lengyel kőszéntermelés első ízben haladja meg az évi 100 millió tonnát.[13]
- december 18. – Kuba és Magyarország között diplomáciai kapcsolat létesül (Magyarország és Kuba kapcsolatai)[14]
- december 19. – Az Egyesült Nemzetek Szervezete Közgyűlése elismeri „az algériai nép jogait az önrendelkezésre és a függetlenségre”.[15]
- december 24. – Romániában Magyar Autonóm Tartomány egy részét a többségében román lakosú Brassó megyéhez csatolják.[16]
- december 27. – Az Egyesült Államok, a Nemzetközi Valutaalap és több európai ország nemzeti bankja pénzügyi segítséget ígér a jugoszláv kereskedelmi és valutareformhoz.[6]

### Határozatlan dátumú események
- február – Fidel Castro meghívására Havannába látogat Anasztasz Mikoján, a szovjet minisztertanács elnökhelyettese.[11]
- március – Dwight D. Eisenhower amerikai elnök felhatalmazza a Központi Hírszerző Ügynökséget (CIA), hogy készítse elő Castro rendszerének megdöntését.[11]
- július – Nyikita Szergejevics Hruscsov szovjet pártfőtitkár rakétatámadással fenyegeti meg az Egyesült államokat, ha kísérletet tenne Kuba megtámadására.[11]
- az év folyamán
  - Ghánában kikiáltják a köztársaságot, amelynek első elnöke Kwame Nkrumah.[17]

## Az év témái

### Emlékévek
- május 7. – Wrocławban központi ünnepséget tartanak abból az alkalomból, hogy az ország nyugati és északi területei 15 éve szabadultak fel a német megszállás alól.[4]

### Évfordulók
- április 24. – A wieliczkai kősóbánya fennállásának ezeréves évfordulóját ünnepli.[4]

### 1960 a filmművészetben
- június 16. – Bemutatják a Psycho cimű filmet.

### 1960 az irodalomban
- Kodolányi János: Vízválasztó című regénye
- Sarkadi Imre: Oszlopos Simeon, dráma
- Harper Lee: Ne bántsátok a feketerigót! című regénye.

### 1960 a jogalkotásban
- január 22. – A magyar kormány megalkotja a szennyvízbírság, valamint a szennyvíz-bevezetési díj jogrendszerét, amivel a vizek káros szennyezését szankcionálták.[18]

### 1960 a sportban
- február 18. - február 28. VIII. Téli olimpiai játékok – Squaw Valley, USA. 30 ország részvételével.
- május 13. –  A Dhaulagiri hegycsúcs (tszf. 8167 m) első megmászása.
- augusztus 25. - szeptember 11. XVII. Nyári olimpiai játékok – Róma, Olaszország. 83 ország részvételével.
- A Újpesti Dózsa nyeri az NB1-et. Ez a klub kilencedik bajnoki címe.

### 1960 a televízióban
- december 9. – Útjára indul a Coronation Street című brit szappanopera, a világ egyik leghosszabb ideje futó sorozata.

### 1960 a tudományban
- - Az SI-mértékegységrendszer bevezetése.
- Január: Az USA vízre bocsátja a haditechnika egy újabb csúcsteljesítményét, a világ első atom-tengeralattjáróját
- Február: Az első francia kísérleti atomrobbantás; a Szahara területén, négyre nő az ismert atomfegyverrel rendelkező országok száma (a SzU, Nagy-Britannia és USA után)
- A 9867-61 számú kormányrendelet bevezeti Magyarországon a hagyományos, a délkör negyvenmilliomod részére hivatkozó méterdefiníció helyett az újabbat, mely szerint „A méter olyan hosszúság, amely a 86-os tömegszámú kriptonatom 2 p10 és 5 d5 szintjei közötti átmenetnek megfelelő sugárzás vákuumban mért hullámhosszának 1650763,73-szorosával egyenlő".[19]

### 1960 a vasúti közlekedésben
- szeptember 30. – Megszűnik a Bácsalmás – Ólegyen vasút.
- október 31. – Véglegesen bezárják a Bácsalmás és Csikéria közötti vasútvonalat.

### 1960 a zenében
- A csökkenő eladások miatt leállítják a világ egyik legnevesebb elektromos gitárjának, a Gibson Les Paulnak a gyártását.
- Megalakul a Beatles együttes.
- Elvis Presley: Elvis Is Back! / His Hand in Mine
- Frank Sinatra: Nice ’n’ Easy

## Születések

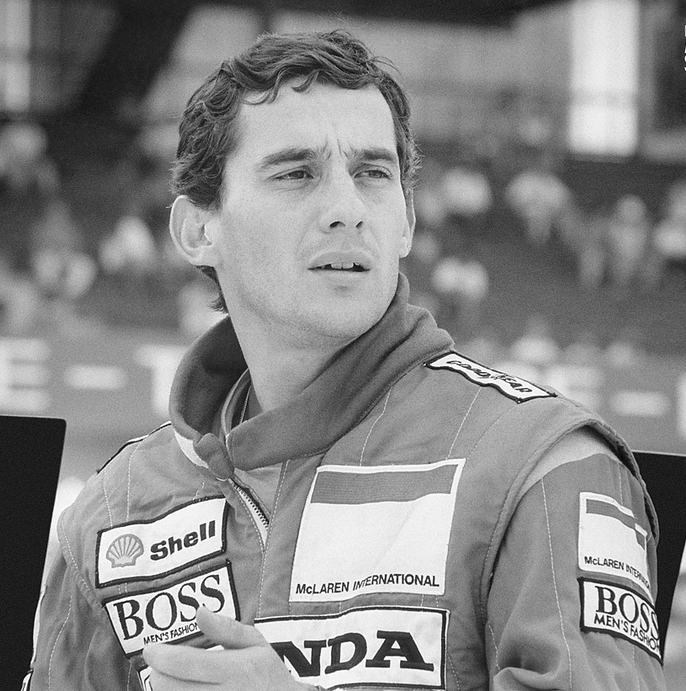
Ayrton Senna

- Ayrton Senna január 4. – Michael Stipe, amerikai énekes (R.E.M.)
- január 8. – Balogh Pálma, világbajnok sportlövő
- január 22. – Michael Hutchence ausztrál zenész, énekes-dalszerző (INXS) († 1997)
- január 27. – Samia Suluhu Hassan, tanzániai elnök
- február 17. – Obersovszky Péter, magyar újságíró, szerkesztő, műsorvezető († 2015)
- március 10. – Aécio Neves brazil politikus, közgazdász, Minas Gerais állam volt kormányzója
- február 13. – Pierluigi Collina, olasz játékvezető (labdarúgás)
- február 18. – Greta Scacchi, olasz-ausztrál színésznő
- február 19. – András yorki herceg, II. Erzsébet brit királynő és Fülöp edinburgh-i herceg harmadik gyermeke és második fia.
- február 23. – Naruhito, japán császárPhil Taylor

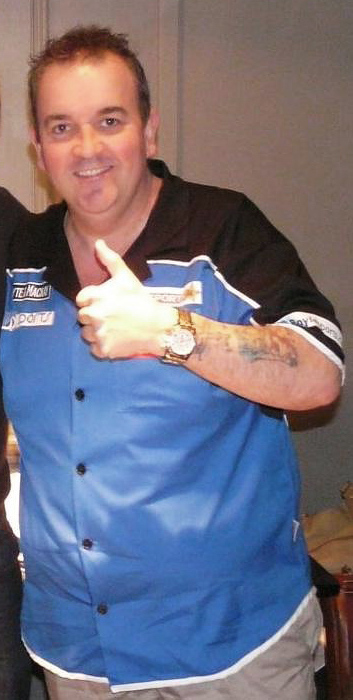
Phil Taylor

- március 14. – Bács Tamás, magyar egyiptológus
- március 16. – Kaszás Attila, magyar színész († 2007)
- március 17. – Szegedi Csaba, festőművész
- március 21. – Ayrton Senna, brazil autóversenyző, Formula–1-es világbajnok († 1994)
- március 25. – Steve Norman, angol zenész, a Spandau Ballet szakszofonosa
- április 4. – Hugo Weaving, ausztrál színész
- április 6. – Kamondi Zoltán, magyar filmrendező († 2016)
- április 15. – Fülöp belga király, II. Albert belga király fia és Belgium királya
- április 16. – Pierre Littbarski, világbajnok német labdarúgó
- április 16. – Rafael Benitez, spanyol labdarúgóedző
- április 26. – Roger Taylor angol zenész, a Duran Duran dobosa
- április 30. – Ö. Kovács József magyar történész, levéltáros
- május 8. – Igor Presznyakov, orosz gitárművész, zenész, énekes
- május 10.
  -  Bono ír rockénekes, zeneszerző, szövegíró
  - John Curtis amerikai politikus
- május 14. – Gyurácz József magyar ornitológus, főiskolai tanár
- június 1. – Vlagyimir Jevgenyjevics Krutov kétszeres olimpiai bajnok szovjet-orosz jégkorongozó († 2012)
- június 2. – Tony Hadley, angol popénekes, dalszövegíró, rádió műsorvezető, a Spandau Ballet frontembere
- június 20. - Nigel John Taylor, angol basszusgitáros (Duran Duran)
- június 22. – Adam Schiff amerikai politikus
- augusztus 7. – David Duchovny, amerikai színész
- augusztus 10. – Antonio Banderas, spanyol színész
- augusztus 13. – Phil Taylor, angol dartsjátékos
- augusztus 14. – Sarah Brightman, brit énekesnő
- augusztus 17. – Sean Penn, amerikai színész
- augusztus 31. Haszan Naszr Alláh, a libanoni Hezbollah vezetője
- szeptember 9. – Hugh Grant, angol színész
- szeptember 10. – Colin Firth Oscar- és Golden Globe-díjas angol színész
- szeptember 14. – Róth Antal magyar labdarúgó, edző
- szeptember 14. – Melissa Leo, Oscar- és Golden Globe-díjas amerikai színésznő
- szeptember 17. – Damon Hill, brit autóversenyző, Formula–1-es világbajnok
- szeptember 23. – Kőszegi Ákos színész
- október 6. – Yves Leterme, flamand miniszterelnök
- október 7. – Szaniszló Ferenc magyar újságíró, riporter
- október 8. – Craig Mello, a molekuláris orvostudomány amerikai professzora
- október 18. – Jean-Claude Van Damme, belga színész
- október 30. – Diego Armando Maradona, világbajnok argentin labdarúgó, edző († 2020)
- november 9. – Andreas Brehme, világbajnok német labdarúgó († 2024)
- november 14. – Prukner László labdarúgó, vezetőedző
- november 18. – Kim Wilde, angol popénekesnő
- november 18. – Elizabeth Perkins, amerikai színésznő
- november 23. – Font Sándor, magyar politikus
- november 25. – Amy Grant, amerikai  gospel énekesnő
- november 25. – ifj. John Fitzgerald Kennedy, amerikai jogász, John Fitzgerald Kennedy fia († 1999)
- november 27. – Julija Volodimirivna Timosenko, ukrán politikus
- november 30. – Gary Lineker, angol labdarúgó
- december 2. – Herendi Gábor, Balázs Béla-díjas magyar filmrendező, producer, forgatókönyvíró
- december 3. – Daryl Hannah, amerikai színésznő
- december 10. – Kenneth Branagh, északír színész, rendező

## Halálozások
- január 4. – Albert Camus, Nobel-díjas francia író (* 1913)
- január 7. – Kövér János földbirtokos, országgyűlési képviselő (* 1895)
- január 12. – Nevil Shute, angol író (* 1899)
- január 24. – Edwin Fischer, svájci zongorista (* 1886)
- február 2. – Huszka Jenő, zeneszerző (* 1875)
- február 3. – Fred Buscaglione, olasz színész, énekes (* 1921)
- február 10. – Aloysius Stepinac, katolikus prelátus (* 1898)
- február 11. – Dohnányi Ernő, karmester (* 1877)
- február 22. – Apáthi Imre, rendező (* 1909)
- február 29. – Walter Yust, amerikai enciklopédiaszerkesztő (* 1894)
- március 1. – Gellért Endre, főrendező (* 1914)
- március 2. – Stanisław Taczak, lengyel tábornok (* 1874)
- március 17. – Mattis Teutsch János, festő, szobrász, grafikus (* 1884)
- április 1. – Tuanku Abdul Rahman ibni Almarhum Tuanku Muhammad, maláj király (* 1895)
- április 17. – Eddie Cochran, amerikai énekes (* 1938)
- április 24. – Max von Laue, Nobel-díjas német fizikus (* 1879)
- május 6. – Ábrahám Pál, operettszerző (* 1892)
- május 8. – J. H. C. Whitehead, brit matematikus (* 1904)
- május 30. – Borisz Leonyidovics Paszternak, Nobel-díjas orosz költő, író (* 1890)
- május 31. – Walther Funk, német nemzetiszocialista politikus (* 1890)
- június 25. – Tommy Corcoran, amerikai baseballjátékos (* 1869)
- június 27. – Lottie Dod, angol atléta (* 1871)
- június 28. – Esterházy Móric, magyar arisztokrata, politikus, miniszterelnök (* 1881)
- július 15. – Set Persson, svéd kommunista politikus (* 1897)
- július 16. – Albert Kesselring, II. világháborús német tábornok (* 1885)
- július 27. – Ethel Lilian Voynich, író, zeneszerző, aktivista (* 1864)
- augusztus 29. – Vicki Baum, osztrák író (* 1888)
- augusztus 30. – Szőnyi István, festőművész (* 1894)
- szeptember 1. – Hiszamuddin Alam Sah ibni Almarhum Szultán Alaeddin Szulejmán Sah, maláj király (* 1898)
- szeptember 5. – Király József katolikus pap, újságíró, lapkiadó, országgyűlési képviselő (* 1897)
- szeptember 6. – Piller György, kétszeres olimpiai bajnok vívó (* 1899)
- szeptember 7. – Wilhelm Pieck, az NDK elnöke (* 1876)
- szeptember 9. – Jussi Björling, svéd tenor (* 1911)
- szeptember 13. – Weiner Leó, zeneszerző (* 1885)
- október 3. – Timár József, színművész (* 1902)
- október 16. – Valdemar Langlet svéd író, újságíró, nyelvész, 1944-ben a Svéd Vöröskereszt budapesti főmegbízottjaként az embermentő akciók egyik irányítója (* 1872)
- november 2. – Dimitrisz Mitropulosz, görög karmester zeneszerző, zongorista (* 1896)
- november 5. – Mack Sennett, kanadai filmproducer és -rendező (* 1880)
- november 5. – Johnny Horton, amerikai countryénekes (* 1925)
- november 16. – Clark Gable, amerikai filmszínész (* 1901)
- december 26. – Watsuji Tetsuro, japán filozófus (* 1889)

## Nobel-díjasok
- A Nobel-díjat a svéd Alfred Nobel alapította, 1901 óta adják át, melyet a Svéd Királyi Tudományos Akadémia ítél oda a tudomány, az irodalom és humanitárius területen kimagasló eredményt elért magánszemélyeknek, illetve intézményeknek.

| Fizikai            | Donald Arthur Glaser                       |
| Kémiai             | Willard Frank Libby                        |
| Orvosi-fiziológiai | Sir Frank Macfarlane Burnet, Peter Medawar |
| Irodalmi           | Saint-John Perse                           |
| Béke               | Albert John Luthuli                        |